# Pivmecillinam
Pivmecillinam eller amdinocillinpivoxil är en kemisk förening med formeln C21H33N3O5S. Ämnet är ett penicillinderivat (vidareutveckling – variant av vanligt penicillin) som är effektivt mot gramnegativa bakterier men inte mot grampositiva bakterier (se gramfärgning). Exempel på gramnegativa bakterier än Escherichia coli, som kan orsaka urinvägsinfektioner, och pivmecillinam används huvudsakligen för behandling av sådana infektioner. Preparatet finns tillgängligt i tablettform. 
Kan vid långvarig användning hos människor ge karnitinbrist.

## Användning
Pivmecillinam används vid okomplicerade nedre urinvägsinfektioner hos kvinnor.

## Identifikatorer
- ATC-kod J01CA08
- PubChem 36272